# Melanis sestus
Melanis sestus är en fjärilsart som beskrevs av Hans Ferdinand Emil Julius Stichel 1909. Melanis sestus ingår i släktet Melanis och familjen Riodinidae. Inga underarter finns listade i Catalogue of Life.